# Кантоне Санта Марија (Бергамо)
Кантоне Санта Марија је насеље у Италији у округу Бергамо, региону Ломбардија.
Према процени из 2011. у насељу је живело 10 становника. Насеље се налази на надморској висини од 535 м.